# Turning Stone Resort Championship
Le Turning Stone Resort Championship est un tournoi du golf du PGA Tour qui s'est tenue pour la première fois en septembre 2007. Il a lieu au Turning Stone Resort & Casino à Verona (New York) aux États-Unis.
L'édition inaugurale était dotée de 6 millions de dollars et constitue le premier des sept tournois du PGA Tour Fall Series institué en 2007.

## Palmarès
| année | Vainqueur      | Nationalité |
| ----- | -------------- | ----------- |
| 2007  | Steve Flesch   |             |
| 2008  | Dustin Johnson |             |
| 2009  | Matt Kuchar    |             |
| 2010  | Bill Lunde     |             |